# 기원전 79년

## 연호
- 전한(前漢) 원봉(元鳳) 2년

## 기년
- 전한(前漢) 소제(昭帝) 8년